# Municipio de Homestead (Kansas)
El municipio de Homestead (en inglés: Homestead Township) es un municipio ubicado en el condado de Chase en el estado estadounidense de Kansas. En el año 2010 tenía una población de 45 habitantes y una densidad poblacional de 0,32 personas por km².

## Geografía
El municipio de Homestead se encuentra ubicado en las coordenadas 38°9′56″N 96°40′28″O / 38.16556, -96.67444. Según la Oficina del Censo de los Estados Unidos, el municipio tiene una superficie total de 141.57 km², de la cual 140,95 km² corresponden a tierra firme y (0,44 %) 0,62 km² es agua.

## Demografía
Según el censo de 2010, había 45 personas residiendo en el municipio de Homestead. La densidad de población era de 0,32 hab./km². De los 45 habitantes, el municipio de Homestead estaba compuesto por el 100 % blancos. Del total de la población el 0 % eran hispanos o latinos de cualquier raza.